# Télésiège Alpauris
Le télésiège Alpauris est un télésiège de France situé en Isère, entre les stations de sports d'hiver d'Alpe d'Huez et d'Auris-en-Oisans, dans le massif des Grandes Rousses.

## Caractéristiques
Le télésiège se trouve dans le sud-est de l'Isère, en Oisans, dans le massif des Grandes Rousses, entre les stations de sports d'hiver d'Alpe d'Huez et d'Auris-en-Oisans, sur les territoires communaux d'Huez et d'Auris. Contrairement à une remontée mécanique classique qui vise à acheminer des skieurs en altitude afin de desservir des pistes de ski, celle-ci vise seulement à effectuer la liaison entre les deux stations en permettant le franchissement des gorges de la Sarenne, sans desservir de pistes de ski propres au télésiège. Ainsi, de la gare de départ situé à la station d'Alpe d'Huez à 1 805 mètres d'altitude au nord-ouest, le télésiège descend dans les gorges jusqu'à une gare intermédiaire à 1 526 mètres d'altitude avant de remonter l'autre versant jusqu'au pied de l'ubac du signal de l'Homme au sud-est, à 1 703 mètres d'altitude, au nord de la station d'Auris-en-Oisans. Cette configuration fait que le télésiège peut être emprunté dans les deux sens par les skieurs. Bien que la descente n'est permise qu'aux extrémités du télésiège, la gare intermédiaire située dans les gorges permet la montée des skieurs uniquement en direction d'Alpe d'Huez. En effet, la piste noire de Sarenne — l'une des plus longues d'Europe avec 8,1 kilomètres — démarre au sommet du pic Blanc, descend le glacier de Sarenne et s'engage dans les gorges dont le fond est situé en contre-bas des deux stations, si bien que la seule issue possible est d'emprunter l'un des trois télésièges qui s'y trouvent — celui des Lombards en direction d'Auris-en-Oisans, celui de Chalvet en direction d'Alpe d'Huez et enfin celui d'Alpauris qui offre une alternative à celui de Chalvet, ce dernier desservant uniquement des pistes noires et rouges. Ce n'est pas le seul télésiège des Alpes françaises à franchir une vallée car c'est aussi le cas du télésiège de Jonction aux Contamines mais ce dernier ne peut être emprunté que dans les deux sens de la montée depuis sa gare intermédiaire en aval.
Côté Alpe d'Huez, le télésiège est situé dans la station de sports d'hiver, à proximité du télésiège des Marmottes qui mène aux Petites Rousses et de celui des Bergers qui dessert les quartiers sud de la station. Côté Auris-en-Oisans, le télésiège est situé loin de la station qui est alors accessible en empruntant le télésiège de Fontfroide à destination du sommet du signal de l'Homme ou celui des Louvets qui permet une descente directe sur la station. Les piétons peuvent emprunter le télésiège afin de se déplacer entre les deux stations comme alternative à la voiture ; s'ils peuvent emprunter directement le télésiège depuis Alpe d'Huez, ils doivent en revanche également emprunter ceux des Louvets puis Auris Express pour gagner Auris-en-Oisans. Cet accès piéton est possible à chaque période hivernale mais aussi en période estivale lorsque l'Alpe d'Huez constitue la fin d'une étape du Tour de France.
Son implantation et sa fonction de liaison font que le télésiège Alpauris cumule plusieurs faits notables :
- il ne dessert aucune piste de ski propre ;
- il peut être emprunté dans les deux sens par les skieurs et les piétons ;
- il peut être emprunté vers l'amont depuis sa gare intermédiaire uniquement en direction d'Alpe d'Huez ;
- sa gare intermédiaire est construite au-dessus de la Sarenne ;
- pour des raisons de sécurité, son passage à l'extrémité sud-ouest de l'altiport Henri-Giraud à Alpe d'Huez fait qu'il emprunte une tranchée couverte au bout de la piste dans laquelle se trouvent deux pylônes accrochés au plafond ;
- à Alpe d'Huez, sur la partie plane de son parcours, il survole des terrains de sport, un parking et une route.

Hormis cette configuration particulière, le télésiège est tout ce qu'il y a de plus classique : ses sièges débrayables d'une capacité de quatre places permettent de transporter 2 400 personnes par heure et par sens à une vitesse de 5 m/s pour un trajet de près de 5 minutes. La gare à Alpe d'Huez assure son fonctionnement avec la présence de sa motorisation électrique et la mise sous tension du câble grâce à deux vérins. 

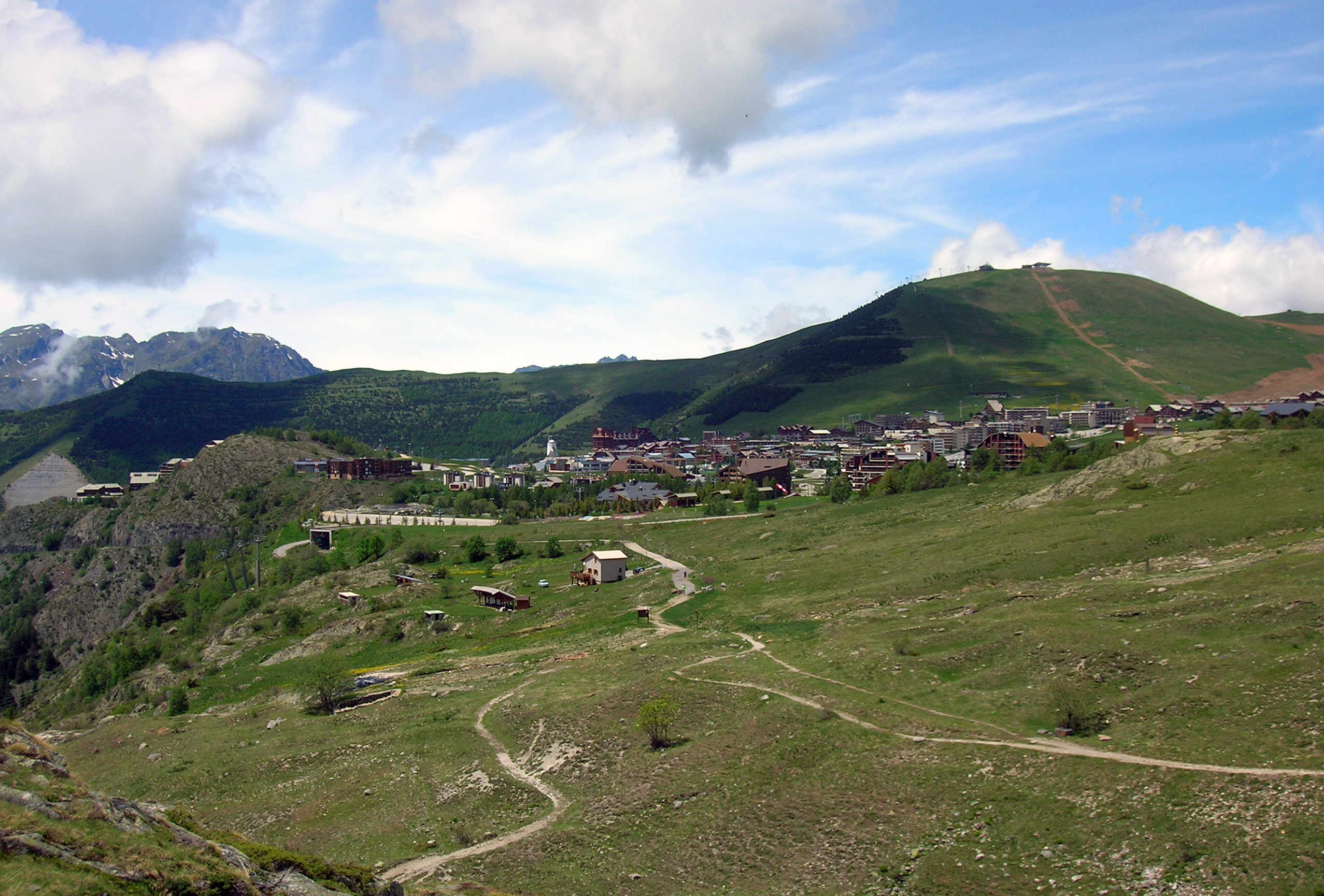
L'Alpe d'Huez depuis l'est avec sur la gauche le télésiège Alpauris sortant de la tranchée couverte au bout de la piste de l'altiport Henri-Giraud.
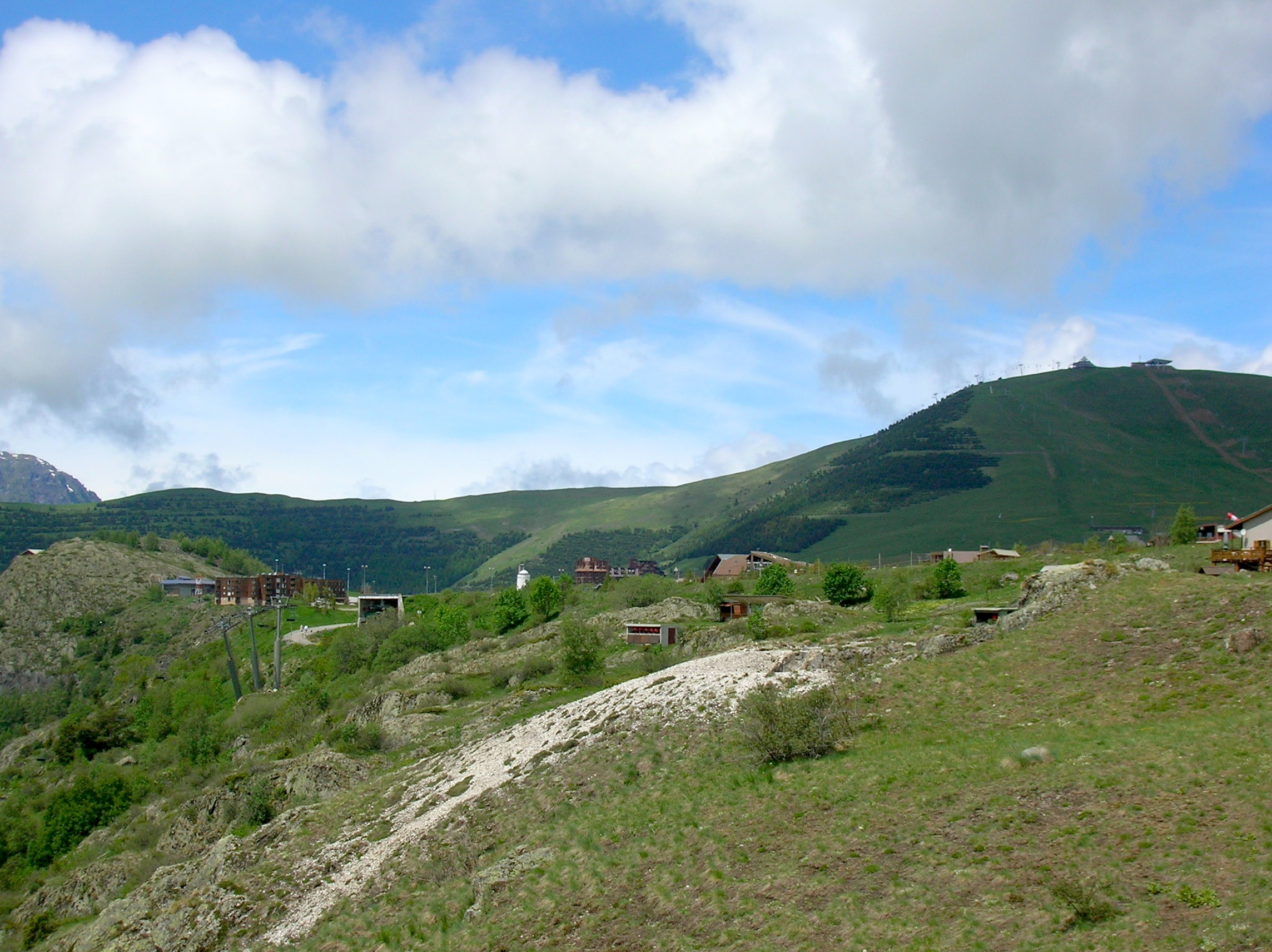
L'Alpe d'Huez depuis l'est avec sur la gauche le télésiège Alpauris sortant de la tranchée couverte au bout de la piste de l'altiport Henri-Giraud.
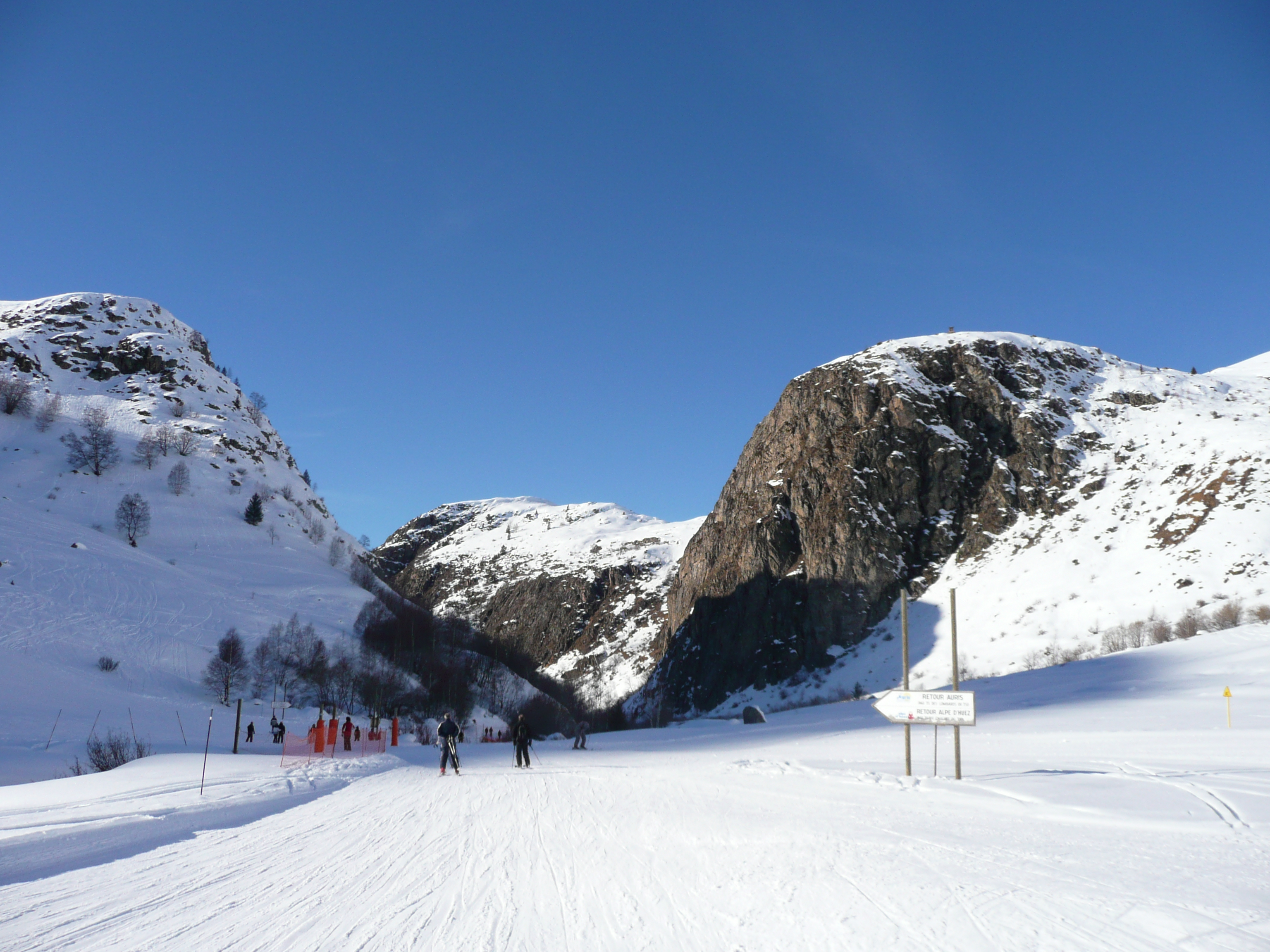
Les gorges de la Sarenne depuis l'extrémité aval de la piste noire Sarenne.

## Histoire
L'histoire du ski alpin débute dès 1935 à l'Alpe d'Huez avec la construction de son premier téléski mais c'est surtout après-guerre que la station se développe, notamment en direction des Grandes Rousses. En 1970 est créée la station d'Auris-en-Oisans avec son premier téléski et son premier télésiège. Dès l'année suivante, avec le développement de ce domaine skiable au sommet du signal de l'Homme, il est décidé d'effectuer une liaison ski aux pieds entre les deux stations et deux télésièges sont construits afin de franchir les gorges de la Sarenne qui forment un véritable obstacle naturel. Le télésiège de Rif Brillant permet de gagner l'Alpe d'Huez depuis le fond des gorges ; il est emprunté dans les deux sens car hormis la piste noire de Sarenne, aucune piste de ski ne descend directement de la station dans les gorges. Le télésiège des Gorges est le pendant côté Auris-en-Oisans. Les deux remontées sont connectées au fond des gorges, à environ 600 mètres à l'ouest et une quarantaine de mètres en aval de l'actuelle gare intermédiaire du télésiège Alpauris ; la proximité deux leurs deux gares aval n'est pas sans causer des problèmes de croisement des flux de skieurs en cas d'affluence.
Ces deux appareils sont remplacés en 1988 par l'actuel télésiège Alpauris dont les gares aux extrémités sont implantées sensiblement aux mêmes emplacements que celles des précédents télésièges mais un tracé direct en ligne droite à travers les gorges est retenu. Son nom est un mot-valise entre Alpe d'Huez et Auris-en-Oisans.